# Встанем
„Встанем“ е песен на руския изпълнител Шаман (Ярослав Юриевич Дронов), издадена на 23 февруари 2022 г. На 4 ноември същата година е издадена алтернативна версия на парчето, в която освен Шаман участват редица други руски изпълнители.

## История
Според изпълнителя, идеята да напише песента „Встанем“ му хрумнала на 2 януари 2022 г.: „Написах я на 2 януари 2022 г., напълно неочаквано за себе си. Никога преди не бях работил в този стил, но цялото ми същество в този момент крещеше и диктуваше текста на тази песен с безшумен писък.“
На 23 февруари 2022 г., в Деня на защитника на Отечеството, Shaman издава сингъла „Let’s Get Up“ и видеоклип към него, а на 11 март композицията е пусната на всички дигитални платформи.
През март 2022 г. песента е изпълнена в Съвета на федерацията, където руски сенатори почитат паметта на руските войници, загинали по време на руската атака срещу Украйна.
На 26 юни 2022 г. композицията е включена в предаването на живо „Вести на неделята“, водещият на предаването Дмитрий Киселев оценява положително композицията, наричайки я „културно събитие“, и представя изпълнителя като действителния глас на руската атака срещу Украйна.
На 4 ноември 2022 г., в Деня на националното единство, е пуснат нов видеоклип към песента, в който освен Шаман участват проправителствени поп звезди, подкрепящи руската инвазия в Украйна: Григорий Лепс, Олег Газманов, Николай Расторгуев, Александър Маршал, Стас Михайлов, Николай Басков, Сергей Лазарев, Ая от групата „Град 312“, Виктория Дайнеко, Зара, Надежда Бабкина, Лариса Долина и Александър Скляр. Алтернативна версия на парчето с посочените изпълнители е пусната на дигиталните платформи на 16 декември същата година.
На 27 юли 2023 г. в Пхенян, програмата на гала концерта за 70-годишнината от победата на корейския народ в Отечественоосвободителната война включва песента „Да се изправим“, изпълнена от млада корейка на руски език.